# عشرت‌آباد (کاشمر)
عشرت‌آباد یا نوزَد نام روستایی از توابع بخش مرکزی شهرستان کاشمر در استان خراسان رضوی است. این روستا در دهستان پایین ولایت قرار دارد و برپایه سرشماری سال ۱۳۹۵ جمعیت آن ۱٬۶۳۱ نفر (۵۱۷ خانوار) است.